# Балка Бармаха
Балка Бармаха — балка (річка) в Україні у Дергачівському районі Харківської області. Права притока річки Лопані (басейн Дону).

## Опис
Довжина балки приблизно 7,38 км, найкоротша відстань між витоком і гирлом — 6,08  км, коефіцієнт звивистості річки — 1,21 . Формується декількома струмками та загатами. На деяких ділянках балка пересихає.

## Розташування
Бере початок на південній околиці села Маслії. Тече переважно на південний схід через села Болибоки, Шовкопляси і у місті Дергачі впадає в річку Лопань, ліву притоку річки Уди.
Населені пунктивздовж берегової смуги: Мищенки.

## Цікаві факти
- У селі Шовкопляси балку перетинає автошлях Т 2103[3] (територіальний автомобільний шлях в Україні, Харків — Дергачі — Золочів — пункт контролю Олександрівка. Проходить територією Дергачівського і Золочівського районів Харківської області.).